# منتخب أوكرانيا لسباعيات الرغبي للسيدات
منتخب أوكرانيا الوطني لسباعيات الرغبي للسيدات هو ممثل أوكرانيا الرسمي في المنافسات الدولية في سباعيات الرغبي للسيدات.